# Gigolo Jesus
Gigolo Jesus è il secondo album del rapper danese Jokeren.

## Tracce
1. Genopstandelsen
2. Rastløs
3. Gravøl feat. L.O.C. & Niarn
4. Den Danske Drøm feat. Knox
5. Mænds Ruin
6. En Der Elsker Dig feat. Alex
7. Nye Tider feat. Ataf
8. Godt Taget feat. Mass
9. Ik' Sjovt Længere
10. Nogen Spørgsmål
11. Mavepuster feat. Anna David
12. Mit Sprog Yo feat. Angie
13. Rigdom Er Freedom feat. DJ Static & Pato